# Simple as That/Over the Rainbow
"Simple as That/Over the Rainbow" é o segundo single da cantora melody., lançado através da Toy's Factory em 18 de junho de 2003. O single ficou nas paradas da Oricon durante 5 semanas e alcançou a 29ª posição.

## Lista de faixas
| Lista de faixas: |                                |                         |                |                |         |  |
| N.º              | Título                         | Letras                  | Música         | Arranjo        | Duração |  |
| 1.               | "Simple As That"               | melody., Maiko Nakagawa | Hara Kazuhiro  | Kono Kyu       | 4:20    |  |
| 2.               | "Over the Rainbow"             | Yip Harburg             | Harold Arlen   | Kono Kyu       | 3:14    |  |
| 3.               | "Simple As That" (Remix de BL) |                         |                |                | 3:30    |  |
| Duração total:   | Duração total:                 | Duração total:          | Duração total: | Duração total: | 11:04   |  |